# 183

## Esdeveniments
- Roma: és desarticulat un complot contra l'emperador Còmmode.[1]

## Naixements
- Zhen Luo, esposa de l'emperador Cao Pi de l'estat de Cao Wei (m. 221).[2]

## Necrològiques
- Capri (Itàlia): Ànnia Lucil·la, emperadriu vídua de Luci Aureli Ver, assassinada per ordre del seu germà l'emperador romà Còmmode.[3]
- Roma: Tarruntè Patern, prefecte del pretori sota Còmmode, executat per traïció.
- Roma: Ummidi Quadrat, noble romà, executat per traïció.
- Antioquia (Síria): Teòfil, patriarca de la ciutat.